# La Baume-de-Transit
La Baume-de-Transit är en kommun i departementet Drôme i regionen Auvergne-Rhône-Alpes i sydöstra Frankrike. Kommunen ligger i kantonen Saint-Paul-Trois-Châteaux som tillhör arrondissementet Nyons. År 2022 hade La Baume-de-Transit 933 invånare.

## Befolkningsutveckling
Antalet invånare i kommunen La Baume-de-Transit
Referens:INSEE